# Tiocianato de mercúrio(II)
Tiocanato de mercúrio(II) (Hg(SCN)2) é um composto químico. Já foi usado em pirotecnia devido à serpente de faraó, a cinza em forma de serpente que é gerada quando uma bolinha do material, geralmente com um pouco de algum açúcar (como  glicose) adicionado como combustível complementar, é inflamada. Isto, porém, é perigoso porque produz vapores de mercúrio tóxicos.
Tiocanato de mercúrio(II) é feito reagindo um sal de mercúrio(II) (como o cloreto de mercúrio(II)) com um sal tiocianato (como o tiocianato de potássio) em solução aquosa. O procedimento produz precipitação de tiocanato de mercúrio(II).